# انگشت‌خمیده‌ها
انگشت‌خمیده‌ها (نام علمی: Cyrtodactylus) نام یک سرده از تیره گکویان است.